# Liste der Bodendenkmäler in Durach
Auf dieser Seite sind die Bodendenkmäler in der schwäbischen Gemeinde Durach zusammengestellt. Diese Tabelle ist eine Teilliste der Liste der Bodendenkmäler in Bayern. Grundlage ist die Bayerische Denkmalliste, die auf Basis des Bayerischen Denkmalschutzgesetzes vom 1. Oktober 1973 erstmals erstellt wurde und seither durch das Bayerische Landesamt für Denkmalpflege geführt wird. Die folgenden Angaben ersetzen nicht die rechtsverbindliche Auskunft der Denkmalschutzbehörde.

## Bodendenkmäler in Durach
| Lage                                                                        | Objekt | Akten-Nr.     | Bild           |
| --------------------------------------------------------------------------- | --- | ------------- | -------------- |
| Kempter Wald (Standort)                                                     | Wallburg Dengelstein→Befestigung vor- und frühgeschichtlicher Zeitstellung (Dengelstein). (Ein kleiner Anteil des Bodendenkmals befindet sich auf Betzigauer Gemarkung. Die Hauptfläche der Wallburg, wie auch der Dengelstein selbst, liegt im Gebiet der Gemeinde Durach) | D-7-8228-0022 | weitere Bilder |
| Heberlings (Standort)                                                       | Burgstall Heberlings→Burgstall des Mittelalters. | D-7-8228-0023 |                |
| Laufen (Standort)                                                           | Burg Laufen→Burgstall des Mittelalters. | D-7-8228-0024 |                |
| Rothen an der Durachbrücke beim „Tobias“ (Standort)                         | Burgstall Hinter-Rothen→Burgstall des Mittelalters. | D-7-8228-0086 |                |
| Heidach (Standort)                                                          | Burgstall Heidach→Burgstall des Mittelalters (Haidach). | D-7-8327-0001 |                |
| Bodelsberg (Standort)                                                       | Fliehburg Bodelsberg→Befestigung vor- und frühgeschichtlicher oder mittelalterlicher Zeitstellung (Bodelsberg). | D-7-8328-0011 |                |
| Rothen (600 m SSO) Bergsporn über zwei Tobelbächen in die Durach (Standort) | Burgstall Rothen→Burgstall des Mittelalters (Rothen). | D-7-8328-0012 |                |
| Burg Bergsporn über der der Durachschleife (Standort)                       | Ruine Neuenburg→Mittelalterliche und frühneuzeitliche Befunde im Bereich der Burgruine Neuenburg. | D-7-8328-0013 | weitere Bilder |
| Durach Füssener Straße, Bahngelände und Wiese bei Wenglings (Standort)      | Römersiedlung Durach→Siedlung der römischen Kaiserzeit. | D-7-8328-0014 |                |
| Durach neben Füssener Straße bei Halde (Standort)                           | Teilstück der Römerstraße Kempten–Füssen→Straße der römischen Kaiserzeit. | D-7-8328-0015 |                |
| Durach Kirchweg 2 (Standort)                                                | Mittelalterliche und frühneuzeitliche Befunde im Bereich der Kath. Pfarrkirche Hl. Geist in Durach und ihrer Vorgängerbauten. | D-7-8328-0028 | weitere Bilder |
| Halde 52 Bergsporn über Bachtel (Standort)                                  | Burgstall Alte-Burg→Burgstall des Mittelalters (Alte Burg). | D-7-8328-0044 |                |
| Halde 54 Hangkante (Standort)                                               | Wallburg Halde→Befestigung vor- und frühgeschichtlicher oder mittelalterlicher Zeitstellung. | D-7-8328-0045 |                |
| Bodelsberg Bergweg 1 (Standort)                                             | Frühneuzeitliche Befunde im Bereich der Kath. Filialkirche St. Georg in Bodelsberg. | D-7-8328-0055 | weitere Bilder |